# Precio natural

Tijeras de Marshall:
- P = precio
- Q = cantidad producida
- D (línea azul) = demanda
- S (línea roja) = oferta

El precio natural (término creado por Adam Smith; o según los fisiócratas, prix nécessaire) como diferente al precio de mercado, es el precio de equilibrio de los bienes y servicios alrededor del cual se mueven los precios de mercado.
Los precios de mercados se ven influenciados por una gran cantidad de factores transitorios que son difíciles de teorizar en ningún nivel abstracto. Los precios naturales, según William Petty, Adam Smith y David Ricardo, por ejemplo, capturan las fuerzas persistentes y sistemáticas que operan en un punto en un momento dado. Petty introdujo la distinción fundamental entre precio de mercado y precio natural para facilitar el retrato de las regularidades en los precios. De acuerdo a Smith, los precios de mercado siempre tienden, dada la competencia, a los precios naturales en un proceso que describía como similar a la atracción gravitatoria. Según sus palabras el precio natural era el precio central, alrededor del cual los precios de todos los bienes gravitaban continuamente.

Ha existido un debate económico acerca de qué es lo que determina el precio natural. Los autores pertenecientes a la escuela clásica proponían que los precios naturales se decidían por el valor del producto, valor que era intrínseco al mismo y que se calculaba en función del coste de los factores de producción. En las palabras de Adam Smith:
“Cuando el precio de cualquier producto no es ni más ni menos que lo que es suficiente para pagar la renta de la tierra, los salarios de la mano de obra, y los beneficios del capital empleado en su preparación, elaboración y transporte al mercado, de acuerdo a sus tasas naturales, el producto se vende por lo que puede llamarse su precio natural”.
"El precio natural... es el precio central, hacia el que gravitan constantemente los precios de todas las mercancías. Diversas circunstancias accidentales pueden hacer que estos precios excedan a veces considerablemente de aquél, y otras veces desciendan un poco por debajo de él. Pero, cualesquiera que sean los obstáculos que les impiden detenerse en este centro de reposo y estabilidad, tienden continuamente hacia él".
Eso es conocido como teoría del valor como costo de producción. Dado que todos esos costos de producción pueden, teóricamente, ser reducidos al valor del trabajo necesario para producirlos, esta posición se transforma en la teoría del valor-trabajo, la que implica que el valor o precio natural de un bien o servicio depende de la cantidad de trabajo que lleva incorporado.
El filósofo y economista Karl Marx asume Salario, precio y ganancia que "el precio de una mercancía en el mercado coincide con su valor real, con el precio normal en torno al cual oscilan sus precios en el mercado" cuando la oferta y la demanda se equilibran; pero posteriormente criticó esta equivalencia del valor de una mercancía con su precio natural o costo de producción.
Marx diferenció el capital invertido en una producción capitalista entre constante, invertido en materia prima, maquinaria, etc.; y variable, invertido en salarios, cuyo valor es menor que el que devuelve el obrero. Este último excedente es el plusvalor, cuya tasa es igual al plusvalor entre el capital variable (por ejemplo, si en una jornada de 12 horas el valor del salario equivale a 8 horas y el plustrabajo excedente es 4 horas, la tasa es del 50%). "En estas circunstancias, con igual explotación del obrero en diferentes industrias, capitales diferentes del mismo volumen producirán cantidades muy diferentes de plusvalía en diferentes esferas de la producción, y por consiguiente muy diferentes tasas de beneficio, ya que la ganancia no es sino la proporción de la plusvalía respecto del capital total aplicado. Esto dependerá de la composición orgánica del capital, esto es, de su distribución en capital, constante y variable".
 

Partiendo de esto, Marx critica el análisis de la renta de la tierra según la economía ricardiana. Entonces:
Supongamos que la composición media de todo el capital no agrícola sea c (capital constante) = 80, v (capital variable) = 20, de modo que el producto (a una tasa de plusvalía del 50 por ciento) = 110, y la tasa de beneficio = 10 por ciento. Supongamos además que la composición media del capital agrícola sea c = 60 y v = 40. [...] Entonces el producto, con la misma explotación del trabajo que antes, será = 120, y la tasa de beneficio = 20 por ciento. Por consiguiente, si el agricultor vende su producto a su valor, lo vende a 120 y no a 110, que es su precio de costo.
Durante los últimos años del siglo XIX surgió la escuela de pensamiento marginal. Este campo fue iniciado por Stanley Jevons, Carl Menger y Léon Walras. La idea principal es que el precio de los productos (incluyendo los factores) está determinado por la demanda de los mismos, y que precios dependen, por tanto, del deseo de los consumidores, que, a su vez, depende de la utilidad que estos perciban en un producto dado. A mayor demanda, su precio naturalmente aumenta.

Alfred Marshall, considerado fundador de la escuela neoclásica, reintroduce a la visión marginalista, a través de la metáfora conocida como las tijeras de Marshall, la consideración del efecto de la oferta, formalizando la ley de la oferta y la demanda.
"Podríamos con la misma sensatez discutir acerca de si es la hoja superior o la inferior de una tijera la que corta un pedazo de papel que si el valor está controlado por la utilidad o por el costo de producción".
Marshall denomina precio natural de cualquier bien o servicio al que se encuentra en el punto en el cual las hojas de la tijera de la oferta y la demanda se cruzan.
Lo anterior implica que el "precio natural" es el "precio estable" de mercado pero transformado en precio de "mercado estable": aquel en el cual el mercado se vacía, es decir, en el cual todo lo producido se vende y no queda demanda insatisfecha. Esto lleva directamente a la concepción que, a ciertos precios, niveles de producción, etc, el mercado entrara en una situación de equilibrio económico, ya seaparcial (en el mercado de un bien determinado) o general (para todos los bienes).